# St.-Michael-Kirche (Sagard)

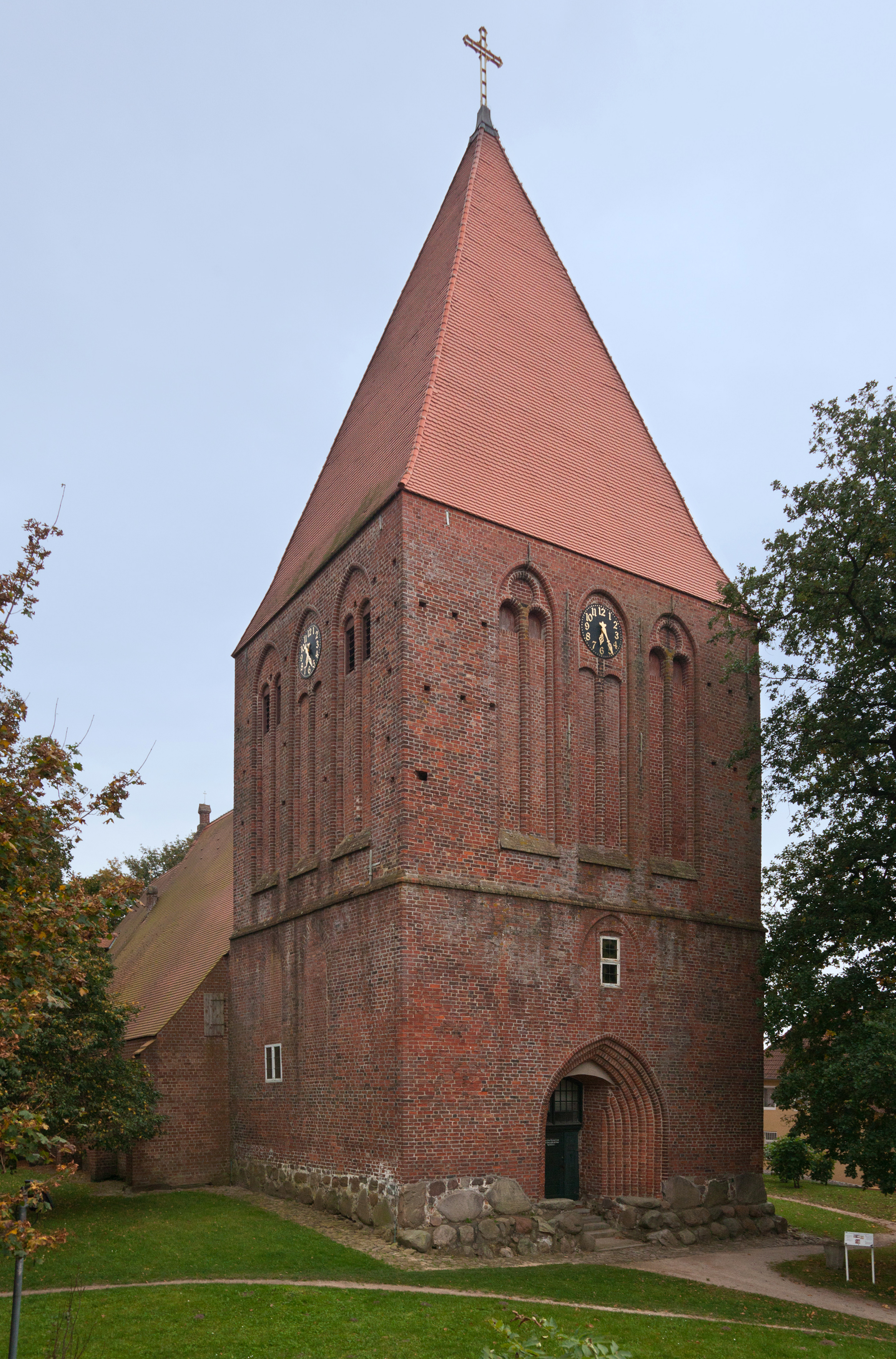
St.-Michael-Kirche zu Sagard

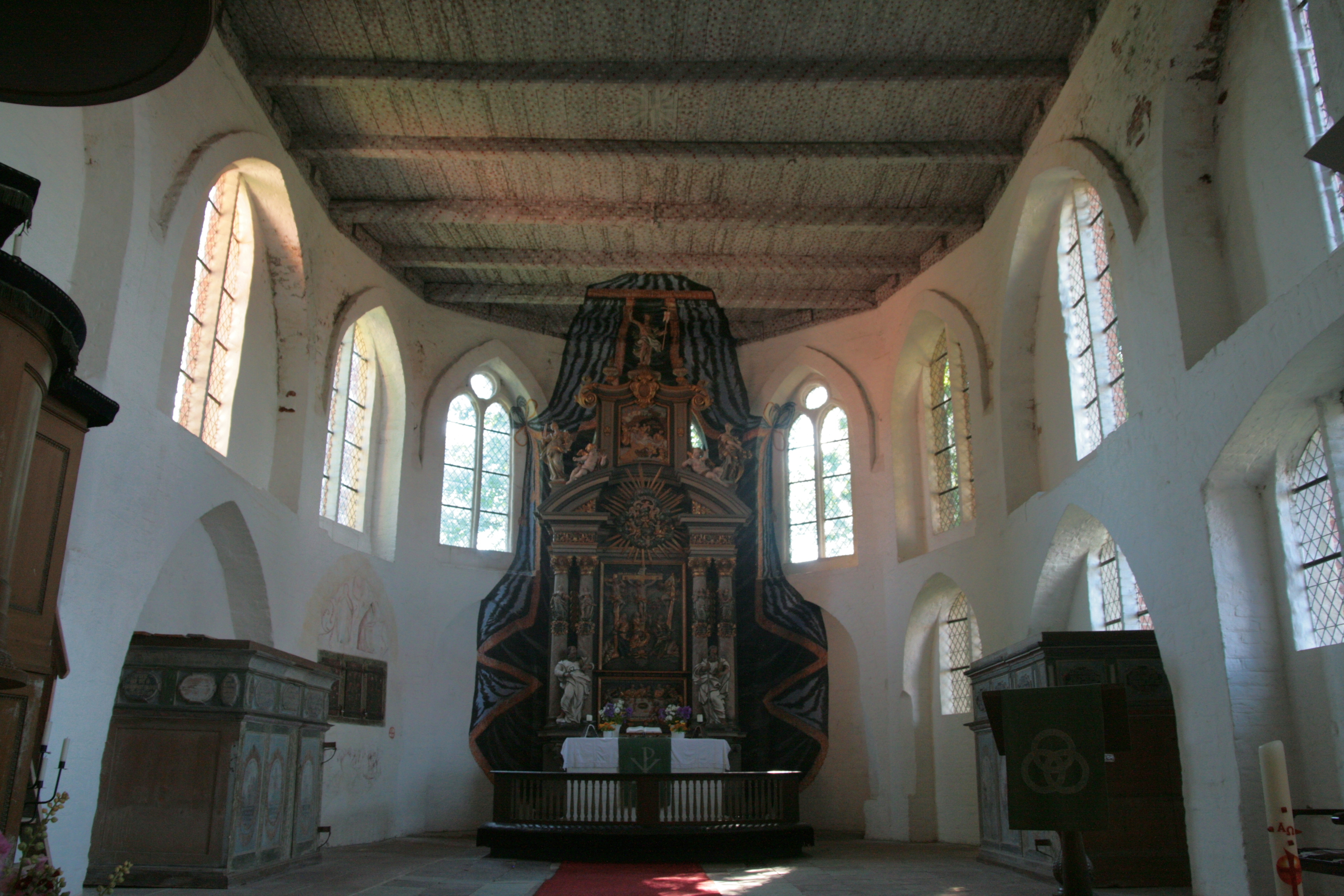
Chorraum mit Altar und Beichtstühlen

Die  St.-Michael-Kirche zu Sagard ist eine spätromanisch/gotische Backsteinkirche in Sagard auf der Halbinsel Jasmund auf Rügen.

## Geschichte
Die viertälteste Rügener Kirche wurde um 1210 erbaut. Es entstand eine turmlose einschiffige Saalkirche.
Um 1400 wurde der romanische Chor abgerissen und der jetzige gotische Chor gebaut. Es wurde außerdem eine Südkapelle gebaut, eine Sakristei und das Nordschiff ergänzt. Um 1500 wurde der jetzige quadratische gedrungene Turm angefügt und das Hauptschiff mit einem gotischen Gewölbe versehen. Ende des 18. Jahrhunderts wurde die Südkapelle größtenteils abgerissen und zum jetzigen barocken Südschiff umgebaut.

## Ausstattung
Der Innenraum ist komplett in Weiß gehalten. Die Beichtstühle links und rechts im Chorraum stammen aus der Zeit Schwedisch-Pommerns (1648–1815).

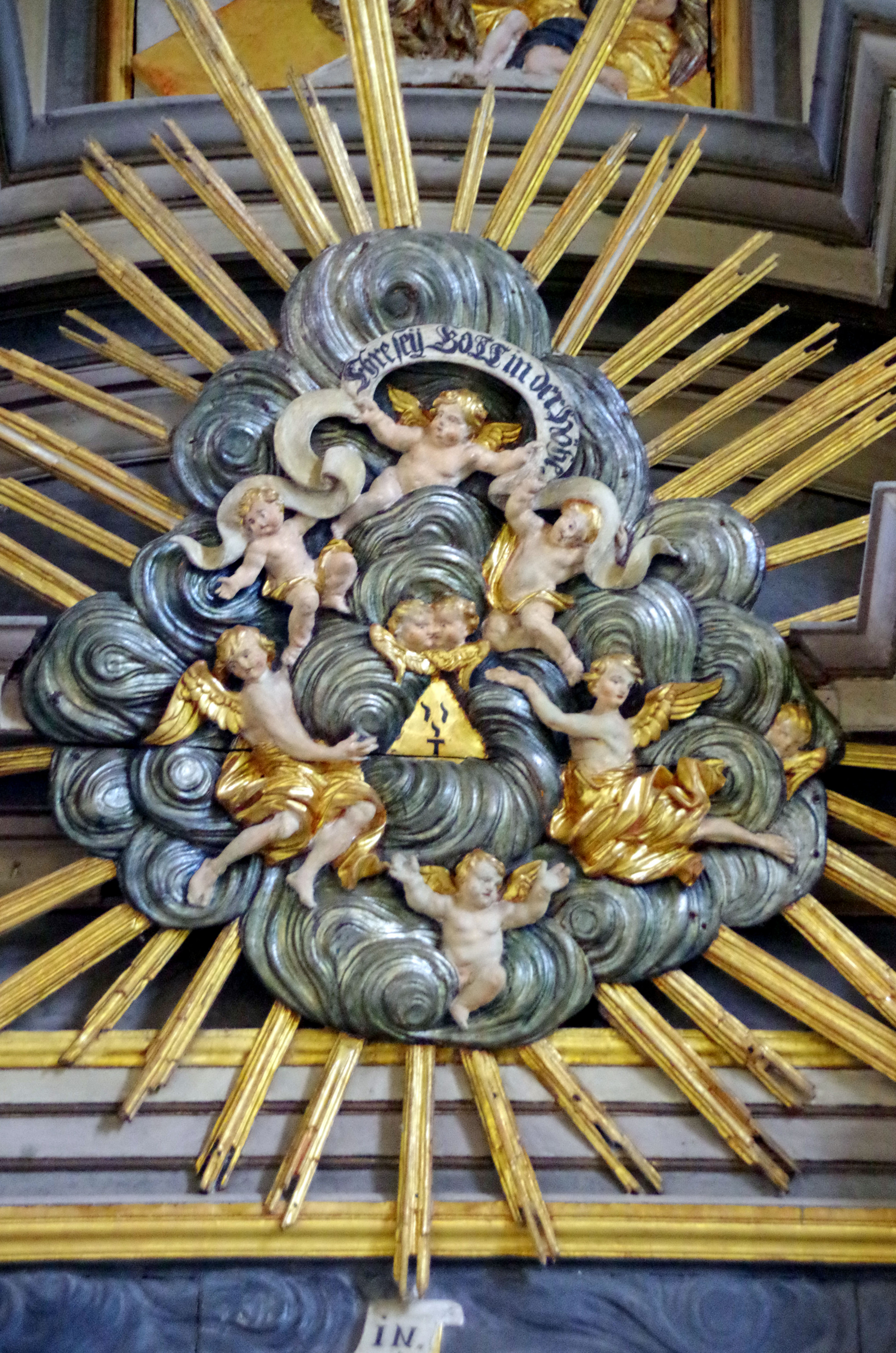
Wolkengloriole im Sprenggiebel des Altars

Der barocke Altar stammt aus der Werkstatt des Holzbildhauers Elias Keßler aus Stralsund, gefertigt in den Jahren 1726/1727. Die Altarbilder zeigen die Passionsgeschichte Jesu Christi, allegorische Figuren und die drei christlichen Tugenden Glaube, Hoffnung und Liebe, ergänzt durch die Tugend der Geduld. Der Altarumhang, vor kurzem wiederentdeckt und restauriert, stammt wahrscheinlich auch aus dieser Zeit.
Im zentralen Sprenggiebel befindet sich eine blau gefasste Wolkengloriole, die ein zahlensymbolisches Bildprogramm enthält, das nach dem Vorbild des barocken Hauptaltars der St. Nikolai-Kirche in Stralsund gestaltet ist und dessen komplexes Programm vereinfacht wiedergibt: Im Zentrum befindet sich das trinitarische Dreieck mit dem göttlichen Schöpfungswort, um das sich neun Engel gruppieren, von denen sechs in zwei Dreiergruppen die jenseitige und die diesseitige Welt repräsentieren. Diese Darstellung richtet sich dem Stralsunder Vorbild gemäß in erster Linie an die Kommunikanten beim Abendmahl. Ende des 18. Jahrhunderts wurde die Aussage mit der Neugestaltung der hölzernen Decke des Chores in abgewandelter Form durch zwei aufgemalte Windrosen abgelöst, die den Heiligen Geist insbesondere für die Darreichung des Sakramentes als symbolisch von oben wirkend abbilden sollen. Beide Darstellungen haben ihren Ursprung in der internen Kommunikation pietistischer Kreise, die sich in Vorpommern besonders im frühen 18. Jahrhundert großer innerkirchlicher Verfolgung ausgesetzt sahen.
Der neben dem Altar befindliche dreiteilige Wandschrank stammt aus der Zeit um 1450. Die Blumen sind um 1800 aufgemalt worden.

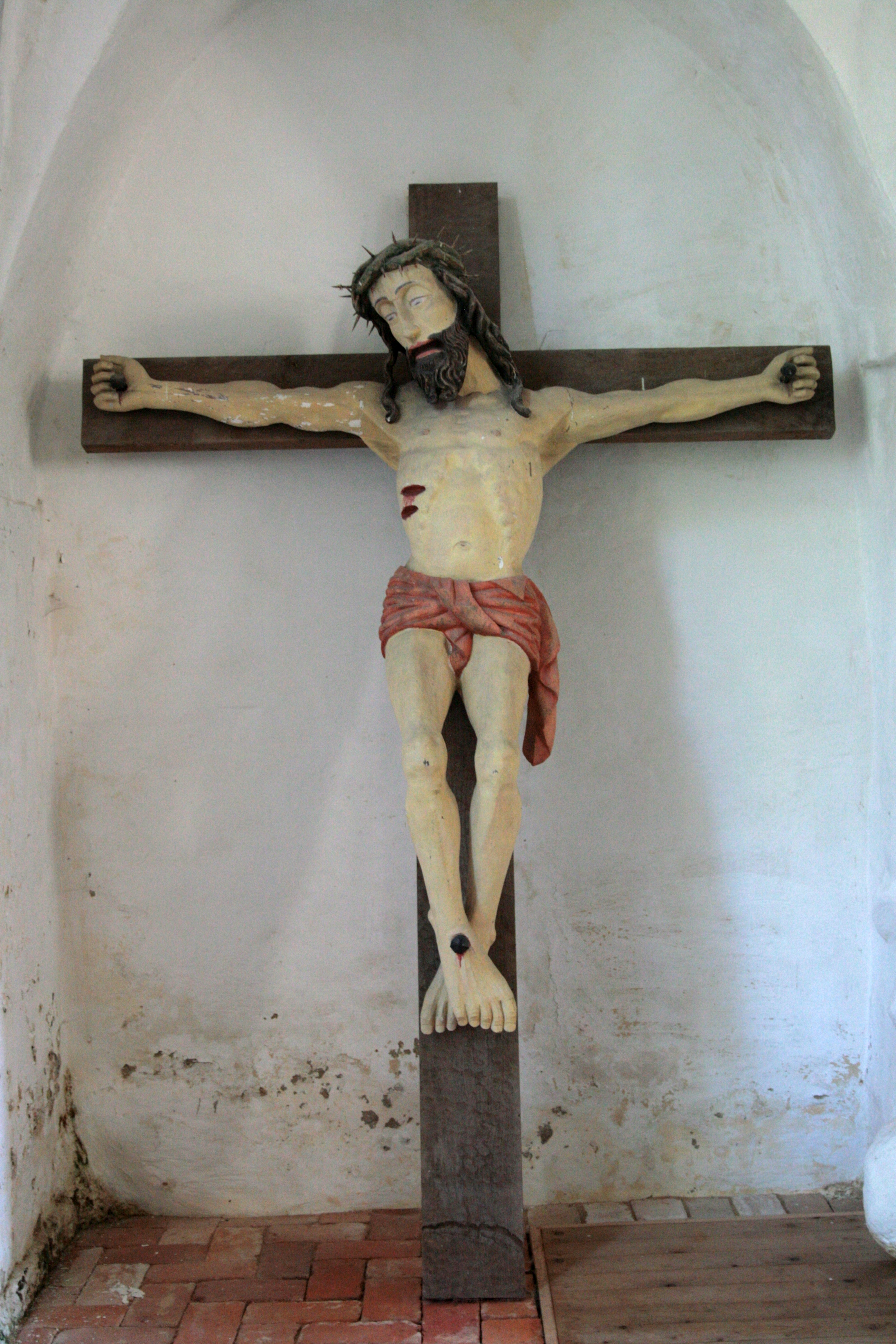
Triumphkreuz

Das Gestühl wie auch die Kanzel, Taufständer und Orgelempore stammen aus einem Umbau um 1830. Dieser war nach der Besetzung der Insel Rügen durch französische Truppen, welche die Kirche Anfang des 19. Jahrhunderts als Lazarett nutzten, notwendig geworden.
Im Nordschiff hängen die Bildnisse zweier Sagarder Pastoren: links das des Pastor Christenius (1674–1750) und rechts das von Pastor Schwarz († 1750).
Ein weiteres Ausstattungsstück ist der Korpus einer Triumphkreuzgruppe aus dem 15. Jahrhundert.

## Orgel

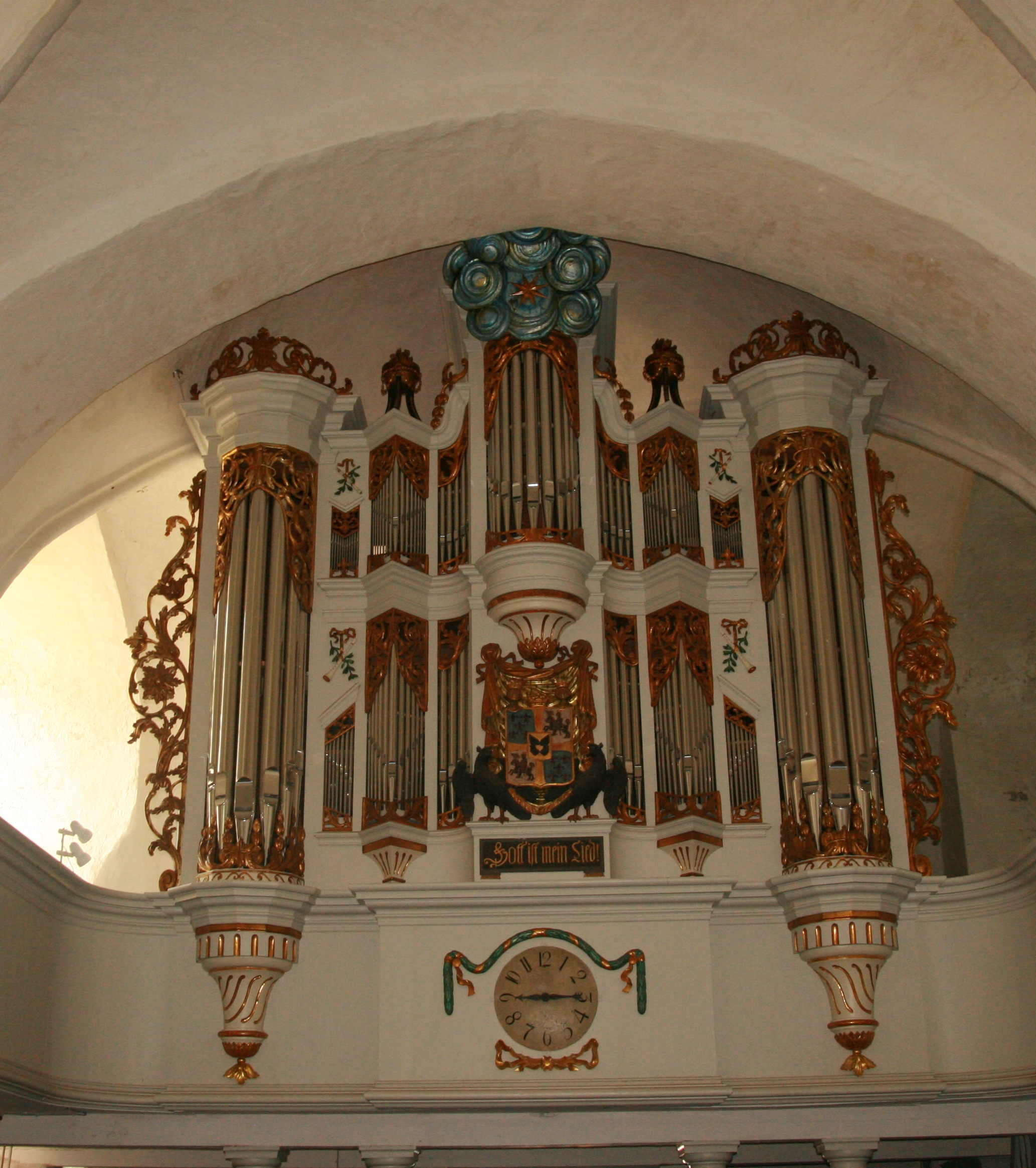
Prospekt der Kindten-Orgel von 1796

Die zweigeschossige Orgel stammt von dem Stralsunder Orgelbauer Christian Erdmann Kindten aus dem Jahr 1795. Sie ist die zweitälteste und größte Barockorgel auf Rügen. Von September 2003 bis Juni 2004 wurde die Orgel restauriert (von der Dresdner Orgelbaufirma Kristian Wegscheider); die Kosten beliefen sich auf 224.500 Euro. Das Schleifladen-Instrument hat 23 Register auf zwei Manualen und Pedal. Die Trakturen sind mechanisch. Die Orgel ist im Chorton gestimmt (466 Hz), also fast einen halben Ton höher; der Umfang des Pedals ist c0 bis c2 (entsprechend in deutscher Zählung C bis c1), des Manuals c0 bis d4 (C bis d3), jedoch ist im Manual das cis0 (Cis) nicht vorhanden.
| I Hauptwerk CD–d3 |                    |     |
| 1.                | Quintatön          | 16′ |
| 2.                | Principal          | 8′  |
| 3.                | Gedackt            | 8′  |
| 4.                | Salicional         | 8′  |
| 5.                | Oktave             | 4′  |
| 6.                | Quinte             | 3′  |
| 7.                | Oktave             | 2′  |
| 8.                | Mixtur IV          |     |
| 9.                | Clarionett (ab g0) | 8′  |

| II Oberwerk CD–d3 |                     |    |
| 10.               | Gedackt             | 8′ |
| 11.               | Principal           | 4′ |
| 12.               | Gemshorn            | 4′ |
| 13.               | Gedacktflöte        | 4′ |
| 14.               | Oktave              | 2′ |
| 15.               | Waldflöte           | 2′ |
| 16.               | Cornett III (ab g0) |    |
| 17.               | Trompete            | 8′ |
|                   | Tremulant           |    |
|                   | Zimbelstern         |    |

| Pedalwerk C–c1 |     |
| 18. Subbaß     | 16′ |
| 19. Principal  | 8′  |
| 20. Gedackt    | 8′  |
| 21. Oktave     | 4′  |
| 22. Posaune    | 16′ |
| 23. Trompete   | 8′  |

- Koppel: Manualschiebekoppel
- Spielhilfen: Sperrventile, Evacuant, Calcantenglocke
- Das Clarionett im Hauptwerk ist nur als Registerzug vorhanden, die Pfeifen wurden nie angeschafft.

## Sonstiges
Auf dem Kirchplatz, südlich am Altarraum, befindet sich die Grabplatte von Pastor Heinrich Christoph von Willich, der 1794 zusammen mit seinem Bruder in Sagard das erste Bad auf Rügen eröffnete.
Am 18. Mai 1809 heiratete der Berliner Theologe Friedrich Schleiermacher hier Henriette von Willich, Witwe des Feldpredigers Ehrenfried von Willich.

## Gemeinde
Die evangelische Kirchgemeinde gehört seit 2012 zur Propstei Stralsund im Pommerschen Evangelischen Kirchenkreis der Evangelisch-Lutherischen Kirche in Norddeutschland. Vorher gehörte sie zum Kirchenkreis Stralsund der Pommerschen Evangelischen Kirche.